# 内藤隆世
内藤 隆世（ないとう たかよ）は、日本の戦国時代の武将。守護大名大内氏の家老内藤氏の当主。大内義長に最後まで仕え、長門守護代を務めた。

## 生涯

### 家督相続
父内藤隆時が早世していたため、天文20年（1551年）、義兄の陶隆房（晴賢）が大内義隆に謀反（大寧寺の変）した直後に隠居した祖父興盛の跡を継ぎ家督を相続した。変の後に大友氏から迎えられた大内義長の元で、実権を握る晴賢と共に大内家重臣となった。

### 晴賢敗死後の混迷
弘治元年（1555年）の厳島の戦いには参加しなかった。この戦いで晴賢が毛利元就により敗死すると、大内氏家中は激しく動揺する。そんな中、先に晴賢に誅殺されていた杉重矩の子重輔が突如挙兵し、陶氏の居城富田若山城を攻撃、晴賢の子長房を攻め滅ぼす事件が起きる。
晴賢の義弟であった隆世はこれを知ると義長の制止を振り切り、陶氏旧臣の求めに応じ翌弘治2年（1556年）に出陣、山口市街が灰燼に帰す激戦の末に重輔を死に追いやった。しかしこの内紛は大内氏家中をますます混乱、弱体化させてしまう結果となる。また、内藤氏も叔母尾崎局が毛利隆元の正室だったことから、親陶氏の隆世派と親毛利氏の叔父隆春派に分裂してしまう。
一方、毛利氏はこの混乱に乗じ周防に勢力を広げていく（防長経略）。各地で国人達による激しい抵抗を受けるも、弘治3年（1557年）には1年間にも及ぶ攻防を繰り広げた沼城が陥落、城主山崎興盛は自刃し、大内氏の頽勢は覆いがたいものとなった。この間、隆世は義長に勧め、高嶺城築城、大内館の堀拡充など毛利氏防衛のため対策に努めるが、家臣の内応が相次ぎ、山口を維持できなくなる。

### 最期
隆世は義長と共に高嶺城を出て山口を脱出、長門に逃れ内藤氏の居城勝山城に入り抵抗する。毛利軍も長門に進軍したが、勝山城は堅固でなかなか落ちない。元就は家臣の福原貞俊に命じ、隆世が切腹、開城すれば義長を助命するという条件で降伏を勧告させた。隆世はこれを受け入れ、4月2日、毛利側の検使により自刃し、城は開城した。
その後、義長と陶晴賢の孫鶴寿丸は長府の長福寺（現功山寺）に入ったが、毛利軍が寺を包囲し翌3日義長は自害を強いられ、大内氏は滅亡する。そして鶴寿丸はお守り役により刺殺された。
こうして内藤氏の嫡流は断絶したが、隆春が毛利家に降ったため内藤家は毛利家家臣として存続した。